# Jan Oldřich z Eggenbergu
Jan Oldřich z Eggenbergu (též z Eggenberka, německy Hans Ulrich von Eggenberg) (1568 Štýrský Hradec – 18. října 1634 Lublaň) byl štýrský šlechtic a politik, 1. vévoda krumlovský, zakladatel eggenberského panství v jižních Čechách a jeden z nejbližších důvěrníků císaře Ferdinanda II.
Měl na svého panovníka veliký vliv, přezdívalo se mu „neomezený pán císařovy vůle“. Aktivně se podílel na potlačení českého stavovského povstání a následné rekatolizaci českých zemí.

## Život
Jan Oldřich se narodil v červnu 1568. Jeho otcem byl Seyfried z Eggenbergu (1526–1594), matkou Anna Benigna, rozená Gallerová ze Schwanbergu († 1623). Měl ještě tři sestry, Annu, Sibylu a Benignu. Jeho základní vzdělání probíhalo nejspíš v protestantském duchu a na jaře 1583 odjel studovat na luteránskou univerzitu v Tübingen. Od jeho univerzitních studií se dají sledovat také počátky pozdější významné eggenberské knihovny, jejíž nejstarší akvizicí je vydání Ciceronovy korespondence z roku 1576, které bylo 17. června 1583 zakoupeno právě v Tübingen. Po studiích absolvoval kavalírskou cestu po Evropě (Nizozemí, Španělsko a Itálie). Po otcově smrti († 1594) se ujal správy rodinných statků a někdy na přelomu let 1595 a 1596 konvertoval ke katolicismu. V roce 1597 se Jan Oldřich stal číšníkem na dvoře arcivévody Ferdinanda Štýrského, který se v prosinci 1596 vrátil ze studií na jezuitském gymnasiu v Ingolstadtu. Příštího roku byl povýšen na svobodného pána. Hlavní zásluhu na nobilitaci měl Janův bratranec Ruprecht z Eggenbergu z ehrenhausenské větve rodu, který byl takto povýšen spolu se svými dvěma bratry a bratrancem za odměnu za válečné úspěchy v bojích s Turky, především za hrdinnou spoluúčast na dobytí pevnosti v Rábu (1598).
V dubnu 1598 se Jan Oldřich oženil se Sidonií Marií z Thannhausenu (1576/1577–1614). Avšak již na konci stejného měsíce byl povinen provázet arcivévodu na dvouměsíční poutní cestu, jehož hlavním cílem bylo poutní místo Loreto poblíž Ancony. V září byl pak jmenován do doprovodu Ferdinandovy sestry Markéty Habsburské při její cestě za manželem, španělským králem Filipem III. Jan Oldřich souhlasil s rekatolizační politikou Ferdinanda Štýrského a nebránil tomu, aby někdejší eggenberská nadace a jedna z nejproslulejších protestantských škol, im Paradais ve Štýrském Hradci, škola, na které mezi lety 1594–1600 působil dokonce i Johannes Kepler, byla uzavřena a roku 1602 proměněna na klášter klarisek. Zároveň však usilovně hasil požáry, působené často nerozvážnou Ferdinandovou diplomacií. Oprávněná důvěra v jeho schopnosti získávala stále nová a nová potvrzení a jeho vliv tím přirozeně jen vzrůstal. Od roku 1602 byl nejvyšším hofmistrem Ferdinandovy choti Marie Anny Bavorské, koncem roku 1603 byl jmenován prezidentem dvorní komory (tj. vlastně ministrem financí) a v roce 1604 byl jmenován zemským hejtmanem v Kraňsku. Politické úspěchy zkalila jen smrt hluboce milované manželky Sidonie Marie 6. května 1614 ve Vídni. Jan Oldřich se již podruhé neoženil.
Od roku 1615 byl Jan Oldřich Ferdinandovým nejvyšším hofmistrem a od roku 1617 prezidentem jeho tajné rady. 20. března 1617 byla za Eggenberkova přispění v Praze uzavřena přísně tajná Oñatova smlouva, která zajistila, že si po smrti bezdětného císaře Matyáše nebude Filip III. dělat nárok na žádný z jeho trůnů a přislíbila, že si Ferdinandův syn vezme za manželku španělskou infantku. 10. srpna 1620 byl pak Jan Oldřich vyznamenán Řádem Zlatého rouna. Po bitvě na Bílé hoře patřil Jan Oldřich jako hlava tajné rady k těm, kdo rozhodovali o osudech poražených. V srpnu 1622 císař Jana Oldřicha povýšil mezi šlechtu Uherského království a 15. února 1623 byl povýšen na řezenském sněmu do stavu dědičných říšských knížat. Zčásti snad i na umoření dluhů za půjčky císařské komoře, především však pro stále znovu projevované přátelství byl 23. prosince 1622 obdarován panstvím Český Krumlov. 15. dubna 1628 bylo Ferdinandem II. krumlovské panství povýšeno na knížectví s vévodským titulem. Tyto pocty měly také zlepšit pozici Jana Oldřicha v kruzích starobylé šlechty, která na všechny povýšence pohlížela s despektem. V Českém království byl obdobně vyznamenán již jen Albrecht z Valdštejna, do stavu říšských knížat pronikl roku 1624 Zdeněk Vojtěch Popel z Lobkovic, ale vévodského titulu (vévoda zaháňský) se dočkal až jeho syn Václav Eusebius roku 1646. K rozšíření zdrojů Jana Oldřicha přispěla nemálo také jeho účast na devalvaci (kaládě) české měny v letech 1622–1623. Tzv. dlouhá mince pak napomohla vítězné straně k výhodnému skupování konfiskovaných statků. Obecně byl však k unáhleným majetkovým přesunům spíše nedůvěřivý a jako diplomaticky nevhodný a zbrklý tah otevřeně kritizoval říšský Restituční edikt z roku 1629, jímž měla být římskokatolické církvi sjednána na luteránské půdě obdobná „náprava“, jako se tak stalo v Českém království prostřednictvím Obnoveného zřízení zemského. Ještě předtím byl roku 1625 Jan Oldřich jmenován gubernátorem Vnitřních Rakous.
Jestliže se Eggenberg na diplomatickém poli pohyboval navzdory sílícím zdravotním problémům s neutuchajícím elánem a prozíravou intuicí bezpečně, sňatek jeho nejmladší dcery Marie Markéty s Adamem Pavlem Slavatou se ukázal být sázkou na špatnou kartu. Nic na tom nemohla změnit ani přítomnost císařského páru na velkolepé svatební hostině 1. června 1626. Po třech letech Marie Markéta od mladého Slavaty utekla a obvinila ho z impotence, což byl také jeden z mála důvodů, pro který mohlo být manželství anulováno. Ke zrušení sňatku došlo r. 1631.
Zdravotní potíže Jana Oldřicha s dnou se ke konci života stupňovaly. Zemřel v Lublani 18. října 1634.

## Erb
Po povýšení Ruprechta z Eggenbergu (1598) byl rod vybaven erbem. Erbovním znamením rodu se stali tři černí havrani s korunkami na hlavách, kteří nesou v zobácích zlatou korunu. Toto znamení se objevuje již na náhrobním kameni Balthasara Eggenberga († 1493) a bylo snad také na nedochovaném náhrobním kameni jeho otce Oldřicha († 1448). Když byl Jan Oldřich povýšen do dědičného knížecího stavu (1623), erb se proměnil, aby reflektoval všechny územní zisky nového knížete. Původní erb se posunul do pozice srdečního štítku čtvrceného erbu. V prvním poli (pohledově vlevo, heraldicky vpravo nahoře) bylo pět červených pětilistých růží v stříbrném poli (Český Krumlov), v druhém červeno-modře polceném poli roztahovala křídla stříbrná korunovaná orlice (hrabství Postojna), ve třetím modrém poli byla zlatá kotva (panství Ptuj) a v posledním stříbrném poli bylo červené kolo s loukotěmi. Erb se dále proměňoval v dalších generacích.

## Jan Oldřich a umění
Vedle již zmíněné bibliofilie se Jan Oldřich zapsal do kulturních dějin i jinak. Jako blízký přítel Ferdinanda II. měl možnost seznámit se s předními umělci na habsburském dvoře. To se projevilo především po r. 1625, kdy ho jmenování do gubernátorské pozice donutilo soustředit se na vyšší šlechtickou reprezentaci. Tehdy zaměstnal na přestavbu rodového sídla ve Štýrském Hradci předního manýristického umělce působícího v Rakousku, Giovanniho Pietra de Pomis.

## Portréty

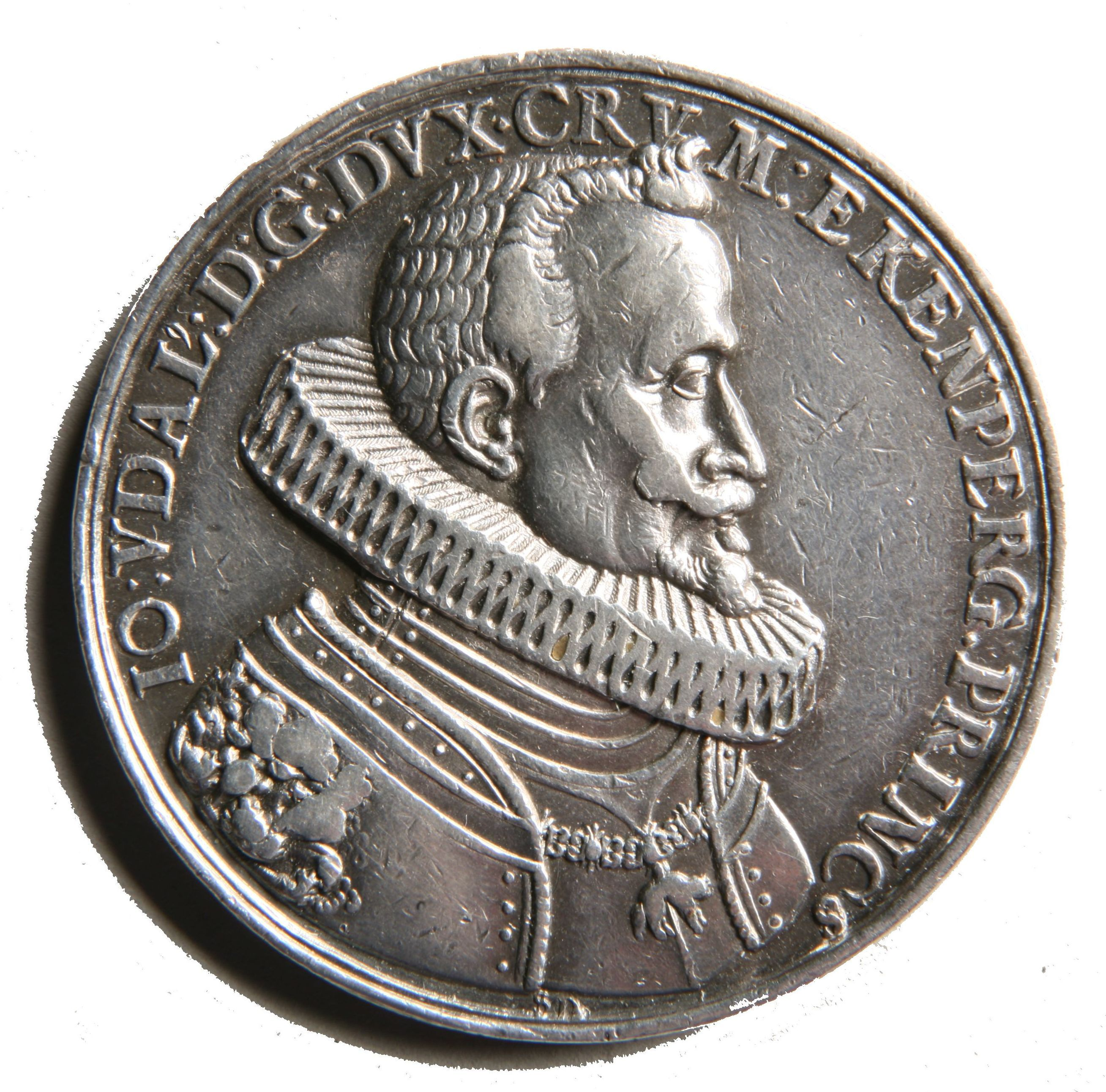
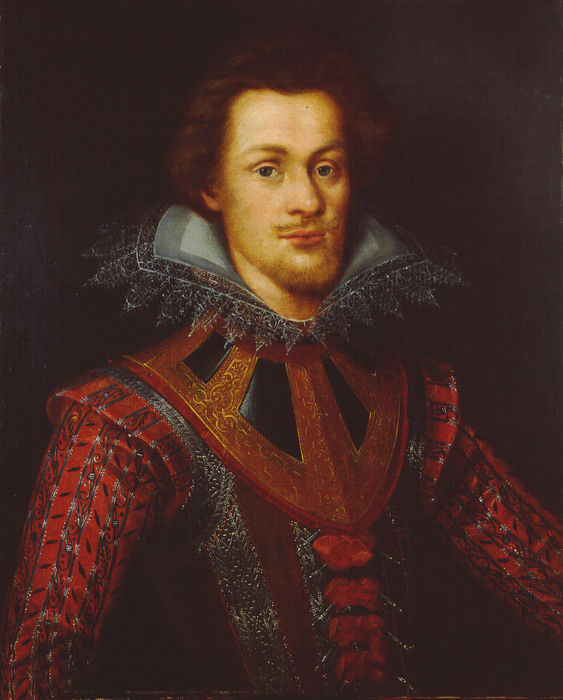
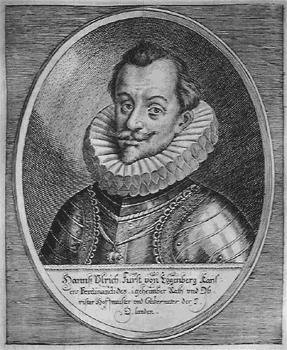
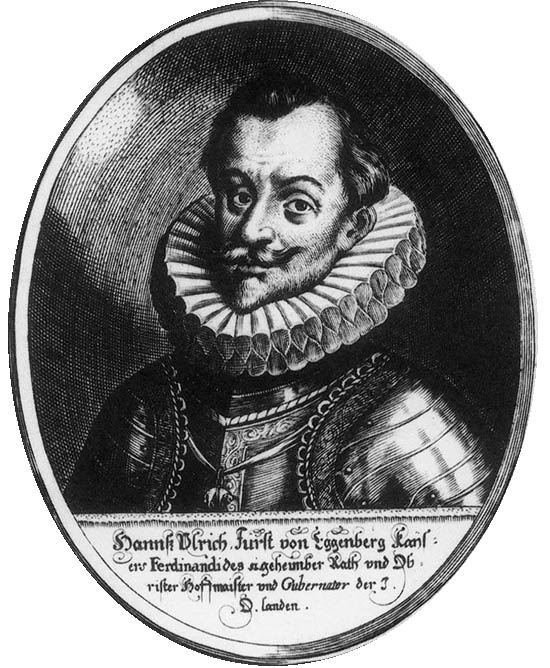